# A kertész
A kertész (eredeti cím: A Better Life) 2011-ben bemutatott amerikai filmdráma, melyet Chris Weitz rendezett. A forgatókönyvet Roger L. Simon ötletéből Eric Eason írta. A főszerepben Demián Bichir látható.
Az Amerikai Egyesült Államokban 2011. június 24-én mutatta be a Summit Entertainment, korlátozott számú moziban. Összességében pozitív kritikákat kapott, Bichirt alakításáért Oscar- és Screen Actors Guild-díjakra jelölték.

## Cselekmény
Carlos Galindo illegális mexikói bevándorló, Los Angelesben dolgozik kertészként, Blasco nevű társával. Fia, Luis középiskolás és barátnője révén kapcsolatban áll bandatagokkal, akik igyekeznek rábírni a bűnszervezethez való csatlakozásra. Egy diáktársa megtámadása után Luist felfüggesztik.
Anita, Carlos húga kölcsönad a bátyjának 12 ezer dollárt (amit családja vészhelyzet esetére félretett pénzéből fedez), Blasco furgonjának megvásárlásához, mellyel a férfi beindíthatná vállalkozását. A járművet azonban egy Santiago nevű bérmunkás ellopja Carlostól. Másnap Carlos és Luis nyomozásba kezd, eljutva egy illegális bevándorlókkal teli lakásba. Az itt szerzett információk birtokában egy éjszakai klubba, Santiago munkahelyére sietnek. 
Amíg a klub nyitására várnak, egy rodeón vesznek részt, ahol Carlos megemlíti fiának a családjukat elhagyó édesanyát. Luis megveti a mexikói zenét és kultúrát, apja legnagyobb csalódottságára. Rátalálnak a tolvajra és kiszedik belőle az igazságot, miszerint a járművet már eladta egy illegális autóbontónak és a pénzt hazaküldte Salvadorban élő családjának. Carlos az autótolvaj védelmére siet agresszív fiával szemben, aki ezért dühösen faképnél hagyja. Másnap mégis beleegyezik, hogy elkíséri apját a bontóba.
Betörnek az üzembe és sikerül visszaszerezniük a furgont, de a rendőrség megállítja őket és Carlost jogosítvánnyal nem rendelkező illegális bevándorlóként letartóztatják. Luis meglátogatja a börtönben és kibékül apjával. Carlos megígéri fiának, hamarosan visszatér hozzá, ezután busszal visszatoloncolják Mexikóba. Bár Luis barátai csatlakoznak az utcai bandához, a fiú nem hajlandó erre és nagynénje családjához költözik. 
Valamennyi idővel később Carlos ismét illegálisan lépi át az amerikai határt, számos sorstársával együtt, beteljesítve fiának tett ígéretét.

## Szereplők
| Szerep          | Színész               | Magyar hang      |
| --------------- | --------------------- | ---------------- |
| Carlos Galindo  | Demián Bichir         | Kőszegi Ákos     |
| Luis Galindo    | José Julián           | Stukovszky Tamás |
| Anita           | Dolores Heredia       | Náray Erika      |
| Santiago        | Carlos Linares        |                  |
| önmaga          | Eddie "Piolín" Sotelo |                  |
| Blasco Martinez | Joaquín Cosío         | Forgács Gábor    |
| Mrs. Donnely    | Nancy Lenehan         |                  |
| Ramon           | Gabriel Chavarria     | Előd Botond      |

## A film készítése

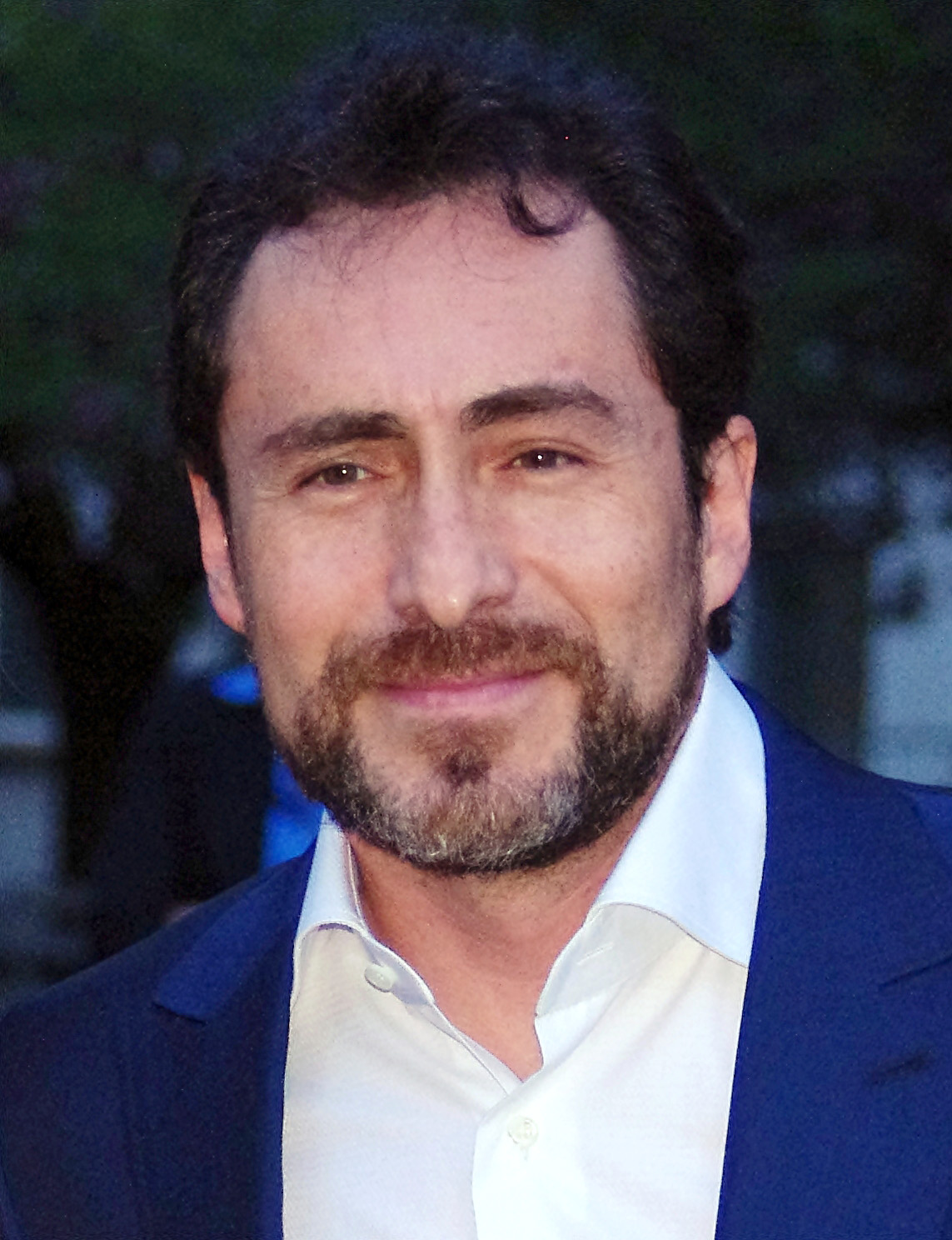
Demián Bichir, a film főszereplőjeként kritikai elismerést szerzett színészi alakításával

A film eredeti címe The Gardener ("A kertész") volt, ezt később A Better Life-re ("Egy jobb élet") változtatták. A szereplőgárda szinte teljes egészében spanyolajkú színészekből áll. Weitz a filmen keresztül mutatja be Los Angeles kultúráját és földrajzát. Greg Boyle atya (a Homeboy Industries elnevezésű, a fiatalokat a bandák világáttól távoltartani igyekvő ifjúsági program alapítója) is segített Weitznek megtalálni a megfelelő helyszíneket és minél hitelesebbé tenni a filmet. A forgatókönyvben is az autentikus Los Angeles-i utcai szlenget használták, figyelembe véve még az egyes utcák nyelvezetének eltéréseit is.

## Fogadtatás

### Kritikai visszhang
A film pozitív kritikákat kapott. A Rotten Tomatoes 107 kritika alapján 86%-ra értékelte. A szöveges összefoglaló szerint „Demián Bichir nagyszerű alakításától hajtva A kertész egy egyszerűséggel és bőséges mennyiségű érzelemmel elmesélt bevándorlótörténet.”

### Díjak és jelölések
Demián Bichirt alakításáért Oscar- és Screen Actors Guild-díjakra jelölték.

## Fordítás
- Ez a szócikk részben vagy egészben  az   A Better Life című angol Wikipédia-szócikk ezen változatának fordításán alapul.  Az eredeti cikk szerkesztőit annak laptörténete sorolja fel. Ez a jelzés csupán a megfogalmazás eredetét és a szerzői jogokat jelzi, nem szolgál a cikkben szereplő információk forrásmegjelöléseként.